# Mužeška
Mužeška (cyr. Мужешка) – wieś w Czarnogórze, w gminie Tuzi. W 2011 roku liczyła 14 mieszkańców.